# Mió Mathias Evanne
Mió Mathias Evanne, ursprungligen Karl Olav Mathias Engman, född 4 mars 1965 i Tallberg i Överluleå församling, är en svensk frisör och lokal kulturprofil i Luleå.

## Biografi
Evanne växte upp i Tallberg och familjen var pingstvänner. Hans far var orgelbyggare och en skicklig träsnidare och hans mor var bland annat lokalvårdare på Norrbottensteatern. De flyttade till Luleå när han var sju år, för att barnen skulle få närmare till skolan. Han hade fem syskon; hans föräldrar adopterade flera barn från tredje världen. Han började hjälpa till i en frisersalong i 13-årsåldern och sökte till gymnasieskolans frisörlinje men kom inte in. Istället blev det musikgymnasium och musikskola i Stockholm, men därefter gick han frisörutbildning. När han var 20 år gammal gifte han sig med en kvinna han lärt känna i pingstkyrkans kör och de fick tre barn tillsammans. Makarna skildes senare.

### Yrkeskarriär
Evanne har drivit frisersalong i egen regi sedan 1989, först Mathias Barbershop i Gammelstad och sedan Sax & Maskin tillsammans med maken Sebastian Wallon Evanne i centrala Luleå. De har bland annat arbetat med artisterna i Melodifestivalen under en deltävling i Luleå. Mió Evanne vann första upplagan av den norrbottniska frisörtävlingen Arctic Hair Cup 2008 och andra pris i den internationella tävlingen Fresh cut photo contest 2011. År 2014 fick makarna pris som Årets företagare i Luleå.

## Skivor och böcker
Evanne var krönikör i NSD 1995–2000, Norrbottens-Kuriren 2000–2005 och ICA-kuriren 2005–2006. Krönikorna finns samlade i böckerna Gallimathias och Kusinen från landet från 1999 respektive 2004, under namnet Mathias Evanne.
Den 16 augusti 2000 visade SVT en dokumentär om Evanne med titeln Änglapojken.
Han har gjort fyra egenutgivna album, Tröst 2018, Duets 2022 och I dur & moll längs Vitåälven 2023 och Saint Valentin 2025. Den första skivan innehåller tio låtar och framförs av tio olika artister. Från den valde P4 Norrbotten ut balladen Glad i dig som veckans färsking, som framförs av hans son Amadeus Evanne. Veckans färsking är en ny låt av en lokal artist som spelas tre gånger per dag i en vecka.
2020 mötte Mió en internationell publik då han via det schweiziska skivbolaget Niser fick i uppdrag att skriva text och melodi till deras beat. Mió döpte låten till Garbotized och låten handlade om den svenska ikonen Greta Garbo. Det hela blev även en video där Miós syster Rebecca Evanne även dansar. 
Från andra skivan, Duets, valdes To Remember som veckans färsking. På den skivan är samtliga låtar duetter, med Evanne som ena halvan i duettparet. Låtarna är skrivna som musikallåtar och han presenterar dem som en hyllning till kvinnorna i sitt liv: modern och musikalstjärnor som Judy Garland och Barbra Streisand. Skivsläppet lanserades med tre shower på Norrbottensteatern. Både på skivan och i showen medverkade hans ex-fru, sonen Amadeus, Björn Sjöö och Britta Bergström.
Den tredje skivan I dur & moll längs Vitåälven består av egenskrivna självbiografiska visor. Även inför det skivsläppet gjorde han en föreställning på Norrbottensteatern. Det var en mer avskalad föreställning med ackompanjemang av piano, ståbas och tvärflöjt och han bar faderns Norrbottensdräkt.
2025 sattes showen ”Saint Valentin” upp på Norrbottensteatern där Mió skrivit manus och band ihop sin nyskrivna musik (tema: fransk-doftande musikal) tillsammans med en standup-föreställning där helgon kom i centrum. Med sig på scenen hade han även Jesper Vårö Nilsson, Peder Jonsson, Amadeus Evanne, Eva Schilken, Rebecca Evanne och Jessica Stenlund. 

## Diskografi
- Tröst – 2018[20]
- Duets – 2022[1]
- I dur & moll längs Vitåälven – 2023[18]
- Saint Valentin – 2025